# Шћепан поље
Шћепан поље је заселак насељеног места Бријег у општини Плужине, у Црној Гори.

## Географија
Налази се у непосредној близини граничног прелаза између Црне Горе и БиХ. Насеље је са сјевера окружено кањоном Таре а са запада кањоном Пиве. Близу насеља спајањем Пиве и Таре на територији општине Фоча у Републици Српској настаје ријека Дрина. Налази се у Старој Херцеговини.

## Историја
Шћепан поље је добило назив по херцегу Стефану. На брду изнад Шћепан поља налази се средњовјековни Соко Град. Ова тврђава подигнута је од стране херцега Стефана (Шћепана) Вукчића Косаче. Тврђава је уништена од стране османлија при њиховом освајању овог дијела босанског краљевства. Испод Соко Града се налази манастир Српске православне цркве посвећен Светом Јовану Крститељу, познат као манастир Заграђе. Манастирску цркву је саградио Стефан Вукчић Косача.

## Саобраћај
До насеља води магистрални пут Е762 који спаја Плужине, односно Никшић са Фочом.